# Matayba heterophylla
Matayba heterophylla är en kinesträdsväxtart som först beskrevs av Carl Friedrich Philipp von Martius, och fick sitt nu gällande namn av Ludwig Radlkofer. Matayba heterophylla ingår i släktet Matayba och familjen kinesträdsväxter. Inga underarter finns listade i Catalogue of Life.